# シチリア革命 (1848年)
1848年のシチリア独立革命は、革命と民衆の反乱に満ちた1848年に起きた。
この革命は1848年1月12日に勃発したので、その年に起こった数多くの革命の最初のものとなった。シチリア・ブルボン朝の支配に反対する3つの革命は、以前に1800年からシチリア島で発生していた。この最後の革命により、独立国家が16か月間存続した。16か月間存続した憲法は、イタリアの連合国を提案したことで、その時代の自由民主主義の観点で先進的なものだった。
事実上、シチリア・ブルボン朝の両シチリア王国終焉の幕開けで、1860年のジュゼッペ・ガリバルディ率いる千人隊（赤シャツ隊）により始まり、1860年から1861年までのガエータ攻略で終わった。

## 革命

### 背景

シチリアの旗。革命時にシチリアで使われた旗

かつてのナポリ王国とシチリア王国は、1815年のウィーン会議を経て正式に連合し、シチリア・ブルボン朝による両シチリア王国になった。２つの王国は12世紀から13世紀の間は１つの王国だった（ノルマン人が11世紀に建国した）が、1282年のシチリアの晩祷の反乱で２つに分かれた。
1814年のウィーン会議を経て、1848年革命の原因が至るところに生じた。すなわち、激動のナポレオン時代に、ブルボン宮廷はナポリから逃亡させられ、イングランド海軍の支援の下でパレルモに宮廷が設けられたことだった。その機会を捉えて、シチリア貴族はウェストミンスター・システムの議院内閣制に基づいたシチリアの新しい憲法をブルボン朝に強制させることができ、実際に、この憲法はこの時代では極めてリベラルだった。
しかし、ウィーン会議の後に、ナポリ王フェルディナンド4世（シチリア王フェルディナンド3世）は、宮廷をナポリに戻してすぐに憲法を廃止した。

### 革命後の政治的な出来事

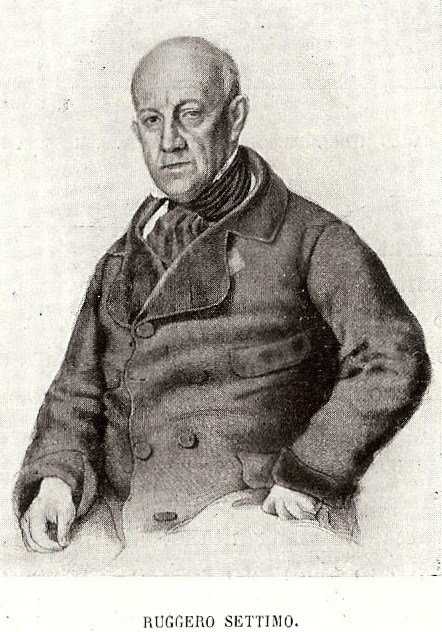
ルジェロ・セッティモ

1848年革命は実質的にパレルモで起きて、その中心になった。民衆による革命の性質は、1848年1月12日に実質的な革命活動が起こる前の3日間にポスターと通知が配られた事実で明らかである。革命のタイミングは、前述のナポレオン時代の1810年にパレルモで生まれた両シチリア王フェルディナンド2世の誕生日に一致するように意図的に計画された。
シチリア貴族はすぐに1812年憲法の復活に成功した。憲法には代議制民主主義の原則と議会を政府の中心に据えることが含まれた。ヴィンチェンツォ・ファルデッラが、シチリア議会の大統領に選ばれた。また、そのアイデアはイタリアの全ての国の連合のために提案された。しかし、シチリア議会は十分に防御が固められたメッシーナの街を決して支配できなかった。最終的にメッシーナは力ずくでシチリア島を取り戻す為に使われた。同様に、1860年のシチリア島で、メッシーナは最も長くガリバルディの攻撃に耐えた。
したがって、1849年5月15日にブルボン朝が力ずくで島の完全支配を取り戻すまで、シチリアは半ば独立国家のように16ヶ月も生き残った。この時期の実質的な元首はルジェロ・セッティモであった。ブルボン朝に降伏した後に、セッティモはマルタに逃亡して、そこで国家元首の完全な名誉を授けられた。セッティモは残りの人生を亡命先で過ごして、1863年に亡くなった。1861年に新たなイタリア王国ができると、セッティモは新設された国民議会の初代上院議長の役職を提案されたが、体調が優れないために断らざるを得なかった。しかし、この招聘は、イタリアの歴史で1848年の出来事と1860年から61年までの出来事との間に存在した思いがけない結び付きをもたらした。
パレルモで始まった革命は、おそらく他より暴力的だったが、同様にイタリアで起きた一連の出来事の一つだった。革命は瞬く間に島からイタリア本土に広がり、サルデーニャ王カルロ・アルベルトを促して、フェルディナンド2世の例に習って、急いで起草された憲法を発布させた。こうした出来事を模倣して、同時期のヨーロッパ中で革命家と革命が後に続いたために、来るべき社会主義者の反乱の一端と見なされるかもしれない。